# Брусничне варення

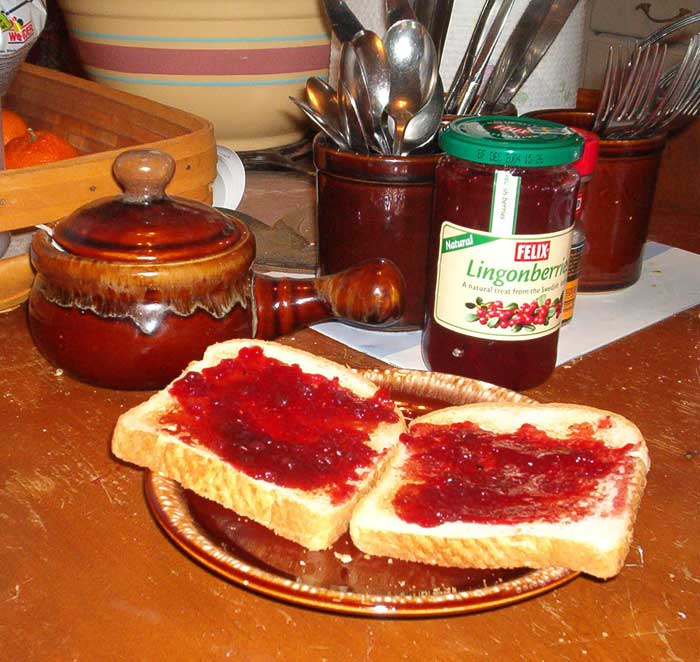
Брусничне варення на тостах

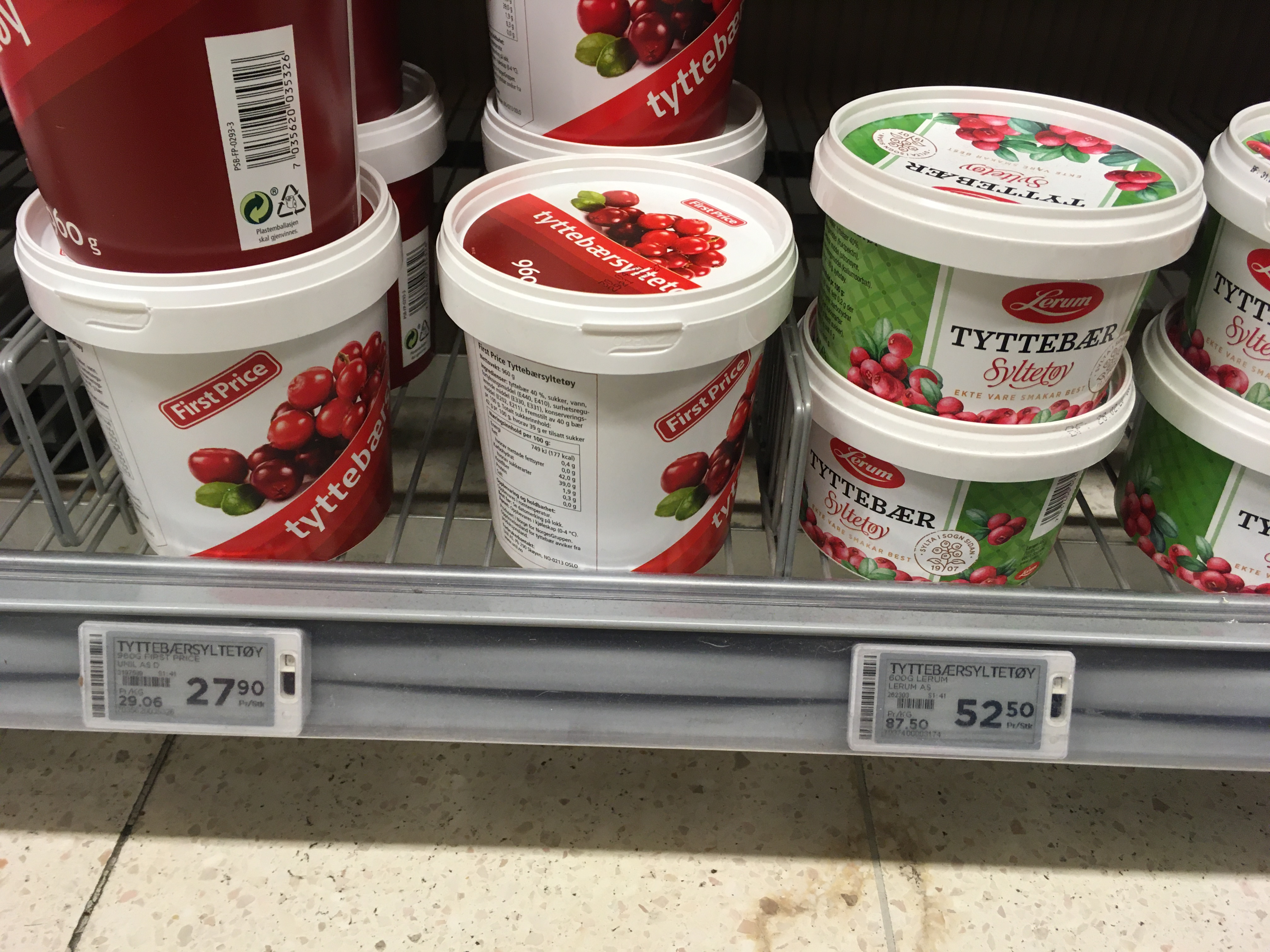
Брусничне варення в магазині Тронгейма (Норвегія)

Брусничне варення (швед. lingonsylt; норв. tyttebærsyltetøy; дан. tyttebærsyltetøj; фін. puolukkahillo; ест. pohlamoos; латис. brūkleņu ievārījums; лит. bruknių, uogienė) ― один з основних продуктів харчування в кухні країн північної Європи. 
Брусниця (Vaccinium vitis-idaea) відома як гірська журавлина або як ягода куріпки в Північній Америці (від Аляски до Лабрадору). Народна назва (у бойківському діалекті) - кам’янки. 

## Історія
Оскільки брусниця досить поширена на лісових ділянках Швеції, її традиційно збирають всі верстви населення для домашнього вжитку. Брусничне варення часто подають разом з м’ясними стравами, як наприклад з шведським котбуларом, рагу з яловичини чи печінкою. У деяких регіонах варення традиційно подають до смаженого оселедця. Також скандинави їдять брусничне варення з кропкакором, пальтом, дерунами, голубцями та чорним пудингом. Багатьом скандинавам подобається їсти варення разом з картопляним п’юре та традиційною вівсяною кашою (до якої деколи також додають корицю та щіпку цукру).

## Рецепт
Добре брусничне варення готують з ягід брусниці та цукру (деколи додають невелику кількість води). Дешеві сорти розбавляють, добавляючи до брусниць яблуко. 
Традиційно у Скандинавії є свіжоприготовленим продуктом, який роблять шляхом простого змішування та перетирання ягід брусниці з цукром без подальшого варіння. До початку використання цукру, який тепер є традиційним інгредієнтом у Швеції, брусничне варення готовили тільки з використанням ягід брусниці. Через бензойну кислоту, яку знайшли у великих кількостях у брусниці, варення добре зберігається без будь-яких консервантів.